# Alveolata
Alveolata, protisti u podcarstvu Harosa koje karakterizira kortikalna alveola, spljoštena vezikula ispod stanične membrane s kojom čini pelikulu, vanjski „zid“ koji im daje stalan oblik. Postoji podjela na dva koljena, to su Myzozoa i trepetljikaši (Ciliophora)
Među poznatijim predstavnicima su papučica (Paramecium caudatum), balantidij ili srdoboljni trepljaš (Balantidium coli), parazit u debelom crijevu svinja, a može izazvati teške hemoragične i ulcerozne upale crijeva kod ljudi, majmuna i svinja (tzv. balantidijaza). 
U ovo infracarstvo uključeni su ista koljena kao i u podcarstvo Halvaria, ali bez Oomycota